# Camuñas (ort)
Camuñas är en ort i Spanien.   Den ligger i provinsen Toledo och regionen Kastilien-La Mancha, i den centrala delen av landet, 110 km söder om huvudstaden Madrid. Camuñas ligger 681 meter över havet och antalet invånare är 1 812.
Terrängen runt Camuñas är platt, och sluttar österut. Runt Camuñas är det ganska glesbefolkat, med 30 invånare per kvadratkilometer. Närmaste större samhälle är Madridejos, 8,0 km nordväst om Camuñas. Trakten runt Camuñas består till största delen av jordbruksmark.